# Порталегри (округ)
Портале́гри (порт. Distrito de Portalegre ) — округ в центральной Португалии. Включает в себя 15 муниципалитетов. Входит в регион Алентежу. Распределён между 2 статистическими субрегионами: Алентежу-Сентрал, Алту-Алентежу. Ранее входил в состав провинций Алту-Алентежу и Рибатежу. Территория — 6084 км². Население — 118 506 человек (2011). Плотность населения — 19,48 чел./км². Административный центр — город Порталегри.

## География
Регион граничит:
- на севере — округ Каштелу-Бранку
- на востоке — Испания
- на юге — округ Эвора
- на западе — округ Сантарен

## Муниципалитеты
Округ включает в себя 15 муниципалитетов:
1. Арроншиш
2. Монфорти
3. Авиш
4. Гавиан
5. Крату
6. Элваш
7. Созел
8. Понти-ди-Сор
9. Порталегри
10. Низа
11. Алтер-ду-Шан
12. Кампу-Майор
13. Фронтейра
14. Каштелу-ди-Види
15. Марван

## Крупнейшие населенные пункты
| Населенные пункты округа Порталегри | Населенные пункты округа Порталегри | Населенные пункты округа Порталегри | Населенные пункты округа Порталегри | Населенные пункты округа Порталегри | Населенные пункты округа Порталегри | Населенные пункты округа Порталегри | Населенные пункты округа Порталегри | Населенные пункты округа Порталегри | Населенные пункты округа Порталегри |
| ----------------------------------- | ----------------------------------- | ----------------------------------- | ----------------------------------- | ----------------------------------- | ----------------------------------- | ----------------------------------- | ----------------------------------- | ----------------------------------- | ----------------------------------- |
| №                                   | Наименование                        | Оригинальное наименование           | Кол-во жителей чел. (1991)          | Кол-во жителей чел. (2001)          | Место в стране                      | Расстояние до адм. центра           | Аэропорт ж/д транспорт              | Широта                              | Долгота                             |
| 1                                   | Порталегри                          | Portalegre                          | 16 096                              | 15 668                              | 103                                 | —                                   | —                                   | 39.29° N                            | 7.43° W                             |
| 2                                   | Элваш                               | Elvas                               | 9957                                | 10 026                              | 174                                 | 50                                  | ЖД                                  | 38.88° N                            | 7.15° W                             |
| 3                                   | Понти-ди-Сор                        | Ponte de Sor                        | 9170                                | 10 544                              | 163                                 | 51                                  | ЖД                                  | 39.15° N                            | 8.15° W                             |
| 4                                   | Кампу-Майор                         | Campo Maior                         | 8535                                | 8341                                | 215                                 | 42                                  | —                                   | 39.02° N                            | 7.06° W                             |
| 5                                   | Кайа-и-Сан-Педру                    | Caia e São Pedro                    | 4339                                | 3775                                | 449                                 | 44                                  | —                                   | 38.97° N                            | 7.09° W                             |